# 羽林軍四十二
羽林軍四十二，又名寶瓶座83，BD-08 6018，HD 218060、SAO 146498、HR 8782，是天鷹座的一颗恒星，视星等为5.43，位于銀經65.67，銀緯-58.2，其B1900.0坐标为赤經22h 59m 56.9s，赤緯-8° -58.2′ 1″。